# Гена Димитрова
Гена Мачева Димитрова е българска оперна певица, сопран, една от най-големите опeрни певици на всички времена.

## Биография
Гена Димитрова е родена на 6 май 1941 г. в село Беглеж, Плевенско. Началото като певица се поставя още в детските години, когато нейният талант е забелязан от първия ѝ учител по музика – Иван Генков, който ѝ предрича бляскаво бъдеще.
С оперно пеене започва да се занимава в гимназията. С гуменки и почти в носия пристига в София на приемни изпити в Българската държавна консерватория. Пее „Где найдёшь" на Сергей Лемешев. Приета е веднага. За да може да се издържа, работи като миячка на съдове в стола на Консерваторията, за което е подигравана от по-заможните си колежки. „Сега вие ѝ се смеете, че ви мие съдовете, а един ден може би вие ще миете нейните“ – коментира именитата вокална педагожка Лиляна Жабленска. Завършва през 1964 г. при водещия вокален педагог Христо Бръмбаров.
През 1964 – 1966 г. е в майсторски клас към Консерваторията, след което става стажант в Софийската опера, където изпълнява няколко малки роли. През 1966 г. е на специализация в Студиото за млади оперни певци към „Ла Скала“ в Милано. Големият ѝ успех идва на 27 декември 1967 г. с ролята на Абигаил в „Набуко“ на Джузепе Верди.
През 1970 г. Димитрова е победител в Международния конкурс за млади оперни певци в София, след което заминава на двугодишна специализация в Студиото към „Ла Скала“ при Ренато Пасторино, Енца Ферари и Рената Корозио. През това време участва в конкурси и оперни постановки в различни градове на Италия. Победител е в конкурса за оперни певци в Тревизо, на който кандидатите представят ролята на Амелия от „Бал с маски“ на Верди. През 1971 г. е на турне във Франция с италианска оперна трупа, представяща операта „Силата на съдбата“ от Джузепе Верди. Краят на стажа ѝ е в първите дни на 1972 г., когато изпълнява в „Ла Скала“ Амелия, заедно с Пласидо Доминго и Пиеро Капучили.
През следващите години Гена Димитрова се налага като една от водещите изпълнителки в Италия. Сред по-важните постановки от този период са Тоска в „Тоска“ на Джакомо Пучини във Виенската опера през 1978 г., Джоконда в „Джоконда“ на Амилкаре Понкиели в Арена ди Верона през 1980 г., Абигаил в „Набуко“ на Верди в Арена ди Верона през 1981 г., Турандот в „Турандот“ на Пучини в Арена ди Верона през 1983 г..
Най-успешният период в кариерата на Димитрова е десетилетието след 7 декември 1983 г., когато е премиерата на постановката на Франко Дзефирели на „Турандот“ в „Ла Скала“, в която участва и тенора Пласидо Доминго. През този период тя изпълнява с голям успех Турандот, лейди Макбет в „Макбет“ и Амнерис в „Аида“ на Верди в „Ла Скала“ и лейди Макбет на фестивала в Залцбург през 1984 г., отново Абигаил в „Ла Скала“ през 1986 г., Турандот в „Метрополитен Опера“ през 1987 г. През същата година е победител в международния конкурс за изпълнители на Турандот в Ню Йорк.
Гена Димитрова провежда майсторски класове в консерваториите на Атина, Рим, Будапеща, София и др. Работи с млади таланти, организира техни участия и концерти и участва като изпълнител на техните концерти. Едни от нейните ученици са Елена Баръмова и Байса Дашням.
Гена Димитрова умира на 11 юни 2005 година в Милано.

## Памет
На Гена Димитрова е наречена улица в квартал „Драгалевци“ в София (Карта).